# Iglesia de Santa María (Santa Marta de Tera)
La iglesia de Santa María en la localidad zamorana de Santa Marta de Tera, una pedanía del municipio de Camarzana de Tera en la provincia de Zamora de la comunidad autónoma de Castilla y León, fue construida hacia finales del siglo xi  como parte de un monasterio del que ya no quedan vestigios. La iglesia está ubicada en el centro del valle del Tera, en el extremo oriental de la sierra de la Culebra en la Vía de la Plata, una de las rutas de peregrinaje a Santiago de Compostela, a 27 kilómetros al oeste de Benavente y a unos 89 kilómetros al norte de Zamora. El 3 de junio de 1931 la iglesia fue declarada como Bien de Interés Cultural.
La iglesia cuenta con una planta de cruz latina con cabecera cuadrada, típica del románico zamorano, transepto, cimborrio sobre el crucero y nave con tres tramos. El edificio cuenta con tres portadasː la principal en el muro sur, una más pequeña en el brazo norte del crucero y otra, muy restaurada, en el muro de los pies. Como materiales contructivos se utilizó principalmente grandes bloques de pizarra, dejando la arenisca para la decoración escultórica.

## Historia
Los orígenes del antiguo monasterio de Santa Marta de Tera en el sitio de la actual iglesia, que fue consagrada a Santa Marta de Astorga. Hay que buscarlos en la labor repobladora emprendida por San Genadio y San Fortis, obispos de Astorga; tras la victoria cristiana en la batalla de Polvoraria, en el año 878, victoria que permitió a los reyes astures iniciar una labor repobladora de las tierras del norte de Zamora y sur de León hasta el río Duero, dando lugar a numerosos monasterios como San Salvador de Tábara, Santa María de Moreruela, San Miguel de Camarzana, San Fructuoso de Ayóo de Vidriales o el de Santa Marta de Tera que nos ocupa. La primera mención documentada del monasterio, que se conserva, es una carta fechada en el año 979, por la que varias personas hacen una donación al monasterio. También se tiene noticias de que su primer abad se llamaba Julián.
Los archivos de la Catedral de Astorga contienen numerosos documentos relacionados con la historia del monasterio y su iglesia, que hasta el día de hoy pertenece a la diócesis de Astorga. En dichos archivos se documenta las donaciones realizadas al monasterio por los reyes de León para su ampliación y mantenimiento, destacando especialmente la realizada por la infanta Elvira hija de Alfonso VI de León. En 1063 el rey Fernando I de León y su esposa Sancha Alfónsez de León cedieron el monasterio al obispo Ordoño de Astorga; donde quedó integrado como canonjía, en agradecimiento por el traslado de las reliquias de San Isidoro de Sevilla (hacia 560-636) a León. El padre de la iglesia, erudito y obispo de Sevilla fue posteriormente enterrado en León en la Basílica de San Isidoro de León que lleva su nombre.
Los monjes que habitaban el monasterio seguían la regla de san Benito aunque posteriormente pasaron a convertirse en canónigos regulares, donde había una casa de esta orden fundada en 1085 por Alfonso VI, aunque se tiene la certeza de que hubo canónogos desde, por lo menos, 1077. En 1129 el rey leonés Alfonso VIII visitó el lugar para agradecer a Santa Marta de Astorga la curación de una grave enfermedad. Por ese motivo expidió un documento en el que confirmaba el culto monástico y se ratificaba su independencia de cualquier señorío.
En el siglo XII un incendio destruyó parte de la nave y el portal occidental que fueron reconstruidos. En los años siguientes la iglesia sirvió como iglesia parroquial. Los edificios del monasterio cayeron progresivamente en desuso y debido a su mal estado fueron demolidos. Razón por la cual, el papa Paulo III ordenó que la abadía fuese unida a la dignidad episcopal de Astorga, perdiendo de esa manera su independencia. Em 1550, los obispos de Astoga construyeron un palacio de verano adyacente a la iglesia, en donde aún se pueden observar el escudo de armas del obispo Pedro Acuña y dos medallones con las efigies de Carlos I y el papa Julio III.
A partir de 1901, el Palacio Episcopal de Astorga fue utilizado como rectoría. Del antiguo monasterio, solo ha llegado hasta nuestros días la iglesia, que se piensa que fue construida entre 1085 y 1129. La iglesia fue declarada Monumento Nacional en 1931 y a lo largo de los siglos ha sufrido varias restauraciones como las que se llevaron a cabo en los años 1930, que básicamente, consistieron en eliminar los añadidos que distorsionaban su volumetríaː como la espadaña y la sacristía. Más recientemente, ya en el siglo XXI, se procedió a realizar una nueva restauración, que permitió devolver al monumento su esplendor original.
El edificio actual presenta dos fases constructivas claramente diferenciadas o bien de una sola fase y una posterior reforma motivada por un incendio o bien por dificultades financiares que obligaron a paralizar los trabajos de construcción. Sea como fuere, la fase más antigua data de finales del siglo XI cuando se construyó la mayor parte del edificio y la fase más moderna data de finales del siglo XII o principio del siglo XII cuando se terminaron los muros de la nave en su parte superior y la cubierta de bóveda de arista, así como los florones que adornan la iglesia  en su interior.

## La luz equinoccial en Santa Marta de Tera

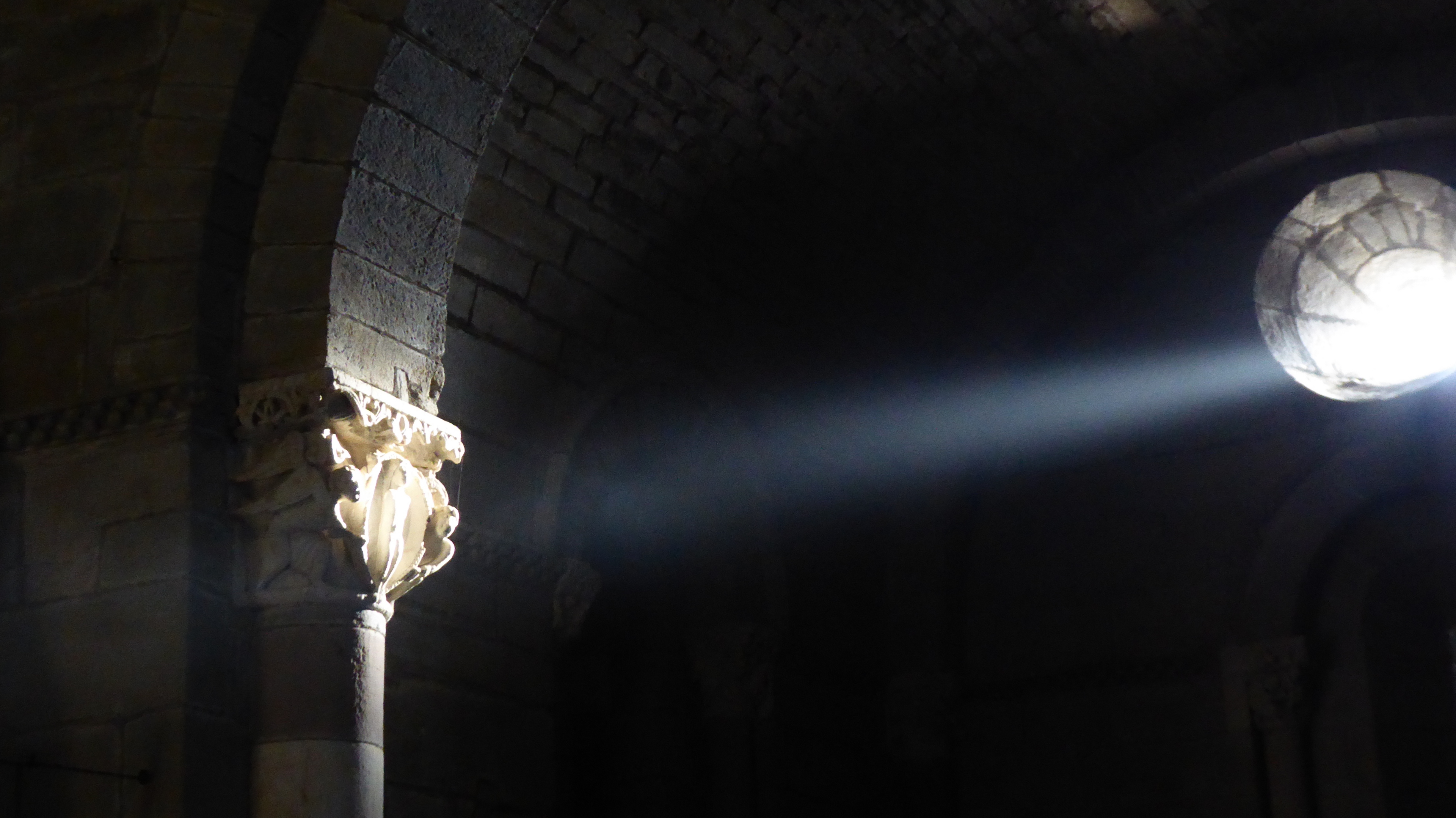
Fenómeno de la luz equinoccial que se produce en la iglesia de Santa María dos veces al año coincidiendo con los equinoccios de otoño y de primavera

La iglesia ofrece un curioso efecto de luz: el llamado «milagro de la luz equinoccial» una de las características más llamativas del templo románico. Dicho fenómeno se produce dos veces al año coincidiendo con los equinoccios de otoño y de primavera, un rayo de luz solar penetra en la sala a través del óculo central de la cabecera e ilumina el capitel historiado situado a la izquierda del ábside, conocido como el alma justa, que representa la ascensión a los cielos en el interior de una mandorla, guiada por dos ángeles, de una figura asexuada. Dicha figura ha sido tradicionalmente identificada como Santa Marta de Astorga, aunque también ha sido identificada como Cristo, puesto que a pesar de su evidente deterioro, se pueden identificar lo que parecen ser los estigmas en los pies.
El fenómeno de la luz equinoccial fue redescubierto hace más de una década, en 1997, por el, ya fallecido y entonces párroco de la localidad, Julián Acedo, que fue el principal divulgador de dicha maravilla, como indican algunos turistas y peregrinos que acuden a observar este fenómeno, en primera persona, los días 21 de marzo y 23 de septiembre desde que se hizo público.

## Arquitectura
La iglesia parroquial de Santa Marta de Tera, está considerado como la más antigua iglesia del románico zamorano y una de las iglesias más arcaicas del románico español. Se edificó sobre uno anterior hispano-mozárabe. Del antiguo monasterio solo se conserva la iglesia románica de planta de cruz latina, de una sola nave de tres tramos construida a base de grandes sillares de pizarra complementado con piedra arenisca de color rojiza para las esculturas, transepto pronunciado y con techo de madera y cabecera de bóveda de medio cañón rectangular. La iglesia tiene tres portadas: la occidental, bastante tosca; la del brazo septentrional del transepto que sirve hoy de acceso, muy sencilla, apenas un postigo y la más cuidada, la meridional que antiguamente se utilizaba como acceso principal hasta que se construyó el camposanto.
Destacan en el exterior dos esculturas de San Pedro y Santiago el Mayor del siglo XII, la estatua de Santiago en particular constituye la representación del Santiago peregrino más antigua que se conoce y que sirvió como modelo para la iconografía de las monedas de cinco pesetas de 1993. Sorprende la asimetría de sus portadas, hastial, lado sur en el segundo tramo y lado norte en crucero. La iglesia cuenta con un número importante de capiteles significativos en la portada sur, en el transepto y en la cabecera de la iglesia, sobre todo en el presbiterio, con el conjunto iconográfico de mayor calidad de la iglesia. Las cornisas y guarniciones de los aleros y arcos, tienen decoración de billetes, mientras que la de los capiteles muestran una gran variedad de motivos ornamentales, reproduciendo hojas con escotaduras, ángeles y santos, tallos enlazados y cabezas humanas.
Al lado de la iglesia se ubica un edificio anexo donde se encuentra un pequeño museo sobre la historia del camino jacobeo, la parroquia y la propia iglesia de Santa María. En los últimos años varias asociaciones e instituciones, han solicitado a la Junta de Castilla y León que la estatua de Santiago peregrino sea retirada del portal sur de la iglesia, colocada en el museo adyacente y sustituida por una copia para detener el evidente deterioro que sufre.

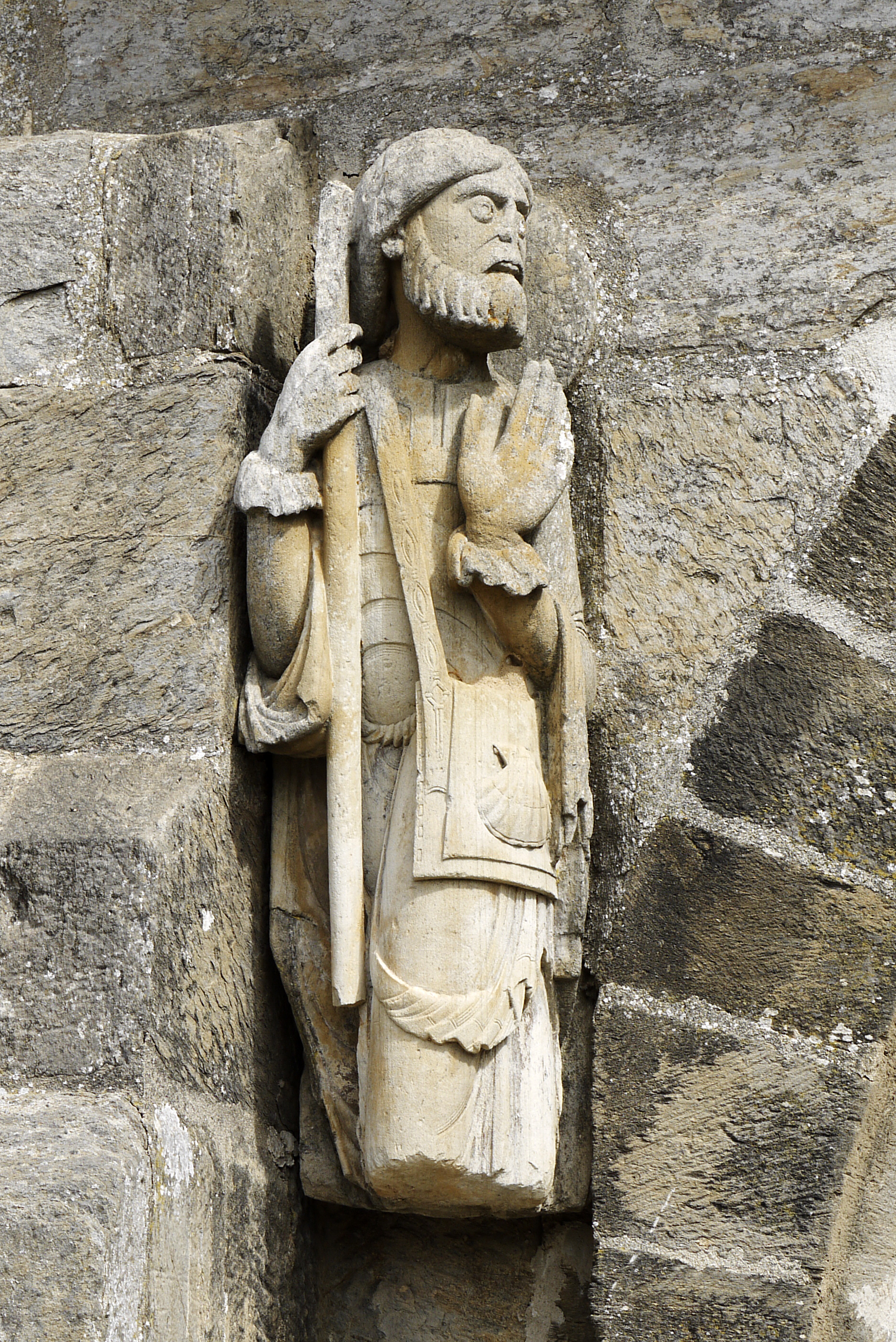
Estatua del apóstol Santiago el Mayor

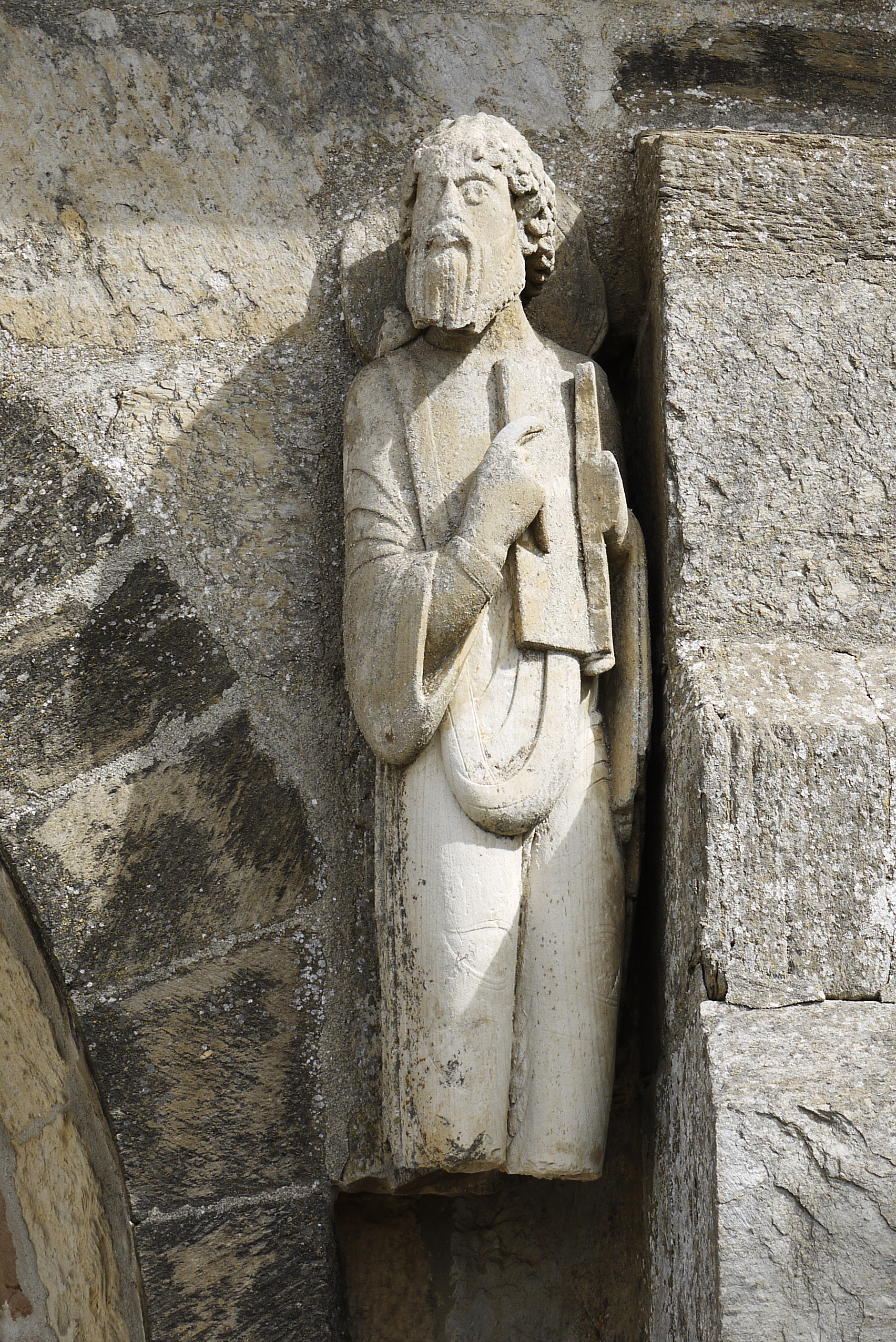
Estatua del apóstol San Pedro

### Portales
La iglesia tiene tres portales, uno en el lado sur, otro en el oeste de la nave, que se integra en el antiguo palacio episcopal, y otro más en el lado oeste del brazo del crucero norte.
El portal del crucero sur es el portal principal de la iglesia. Está enmarcado por tres arquivoltas arqueadas. Los dos arcos exteriores descansan cada uno sobre dos columnas de mármol reutilizado, presumiblemente de época romana, el arco interior descansa sobre fustes, cuyas impostas están decoradas con motivos geométricos. Los capiteles de las columnas están muy deteriorados. Aun así se reconocen figuras humanas, arpías y leones, de cuyas bocas emergen cintas entrelazadas. Las impostas sobre los capiteles están decorados con cintas entrelazadas, uno representa lo que parece ser un dragón.
Las dos esculturas conservadas de forma incompleta en las enjutas del portal no estaban originalmente en este sitio fueron colocadas posteriormente. La figura de la izquierda muestra al apóstol Santiago el Mayor vestido de peregrino, con un bastón de peregrino y un morral que lleva en bandolera adornado con una concha de peregrino. La figura de la derecha representa, muy posiblemente, al apóstol San Pedro, ambas datan del siglo XII y tienen similitudes con las esculturas de la Basílica de San Isidoro de León.
El portal del crucero norte está construido de una manera muy sencilla. Tiene dos arquivoltas, cuyo exterior está enmarcado por un friso de volutas. Una estatua de Judas Tadeo, según reza la inscripción en su filacteria, muy dañada se colocó en el lado sur de este portal en una fecha posterior.

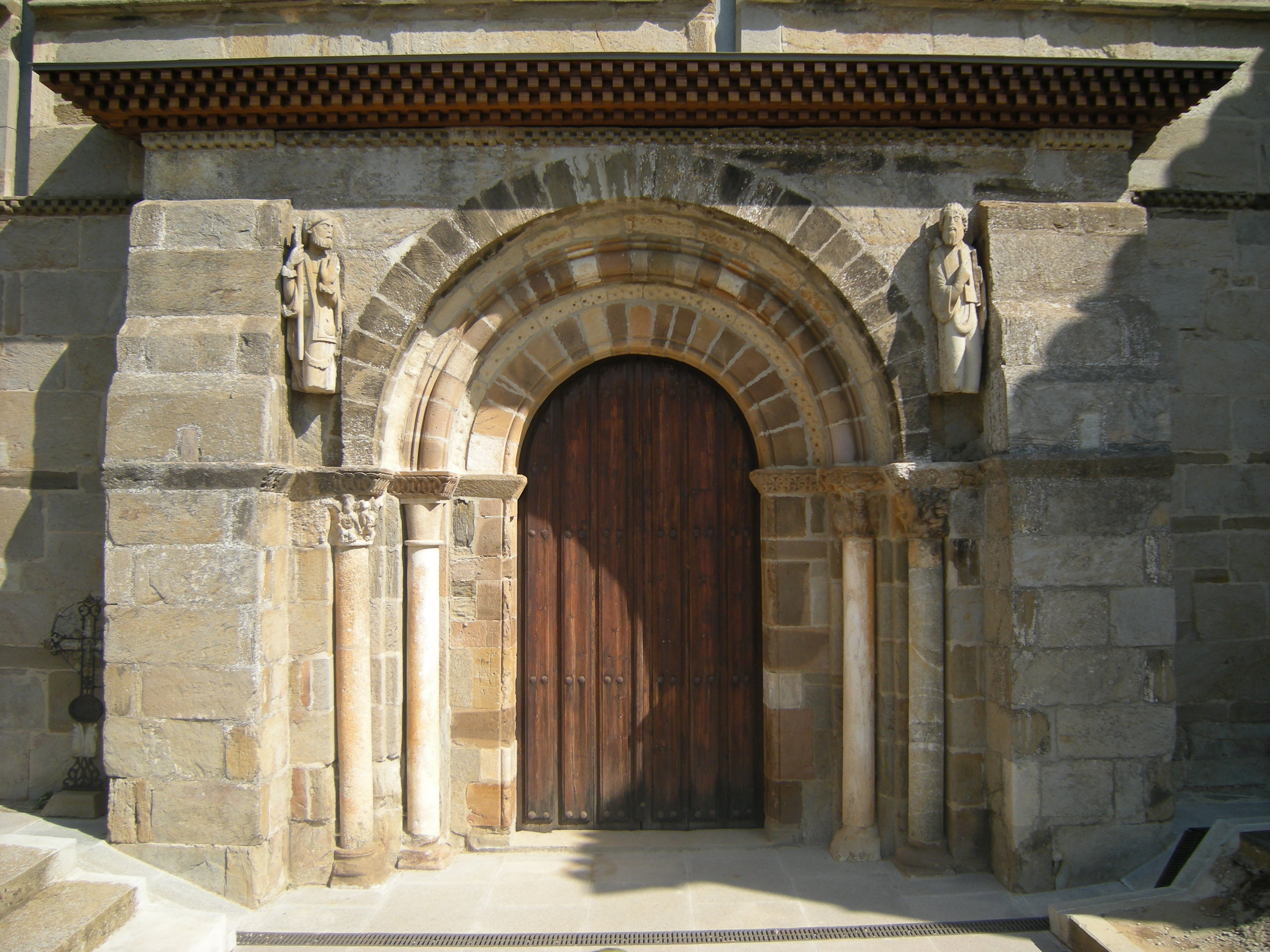
Vista general del portal sur con las estatuas de los dos apóstoles a los lados
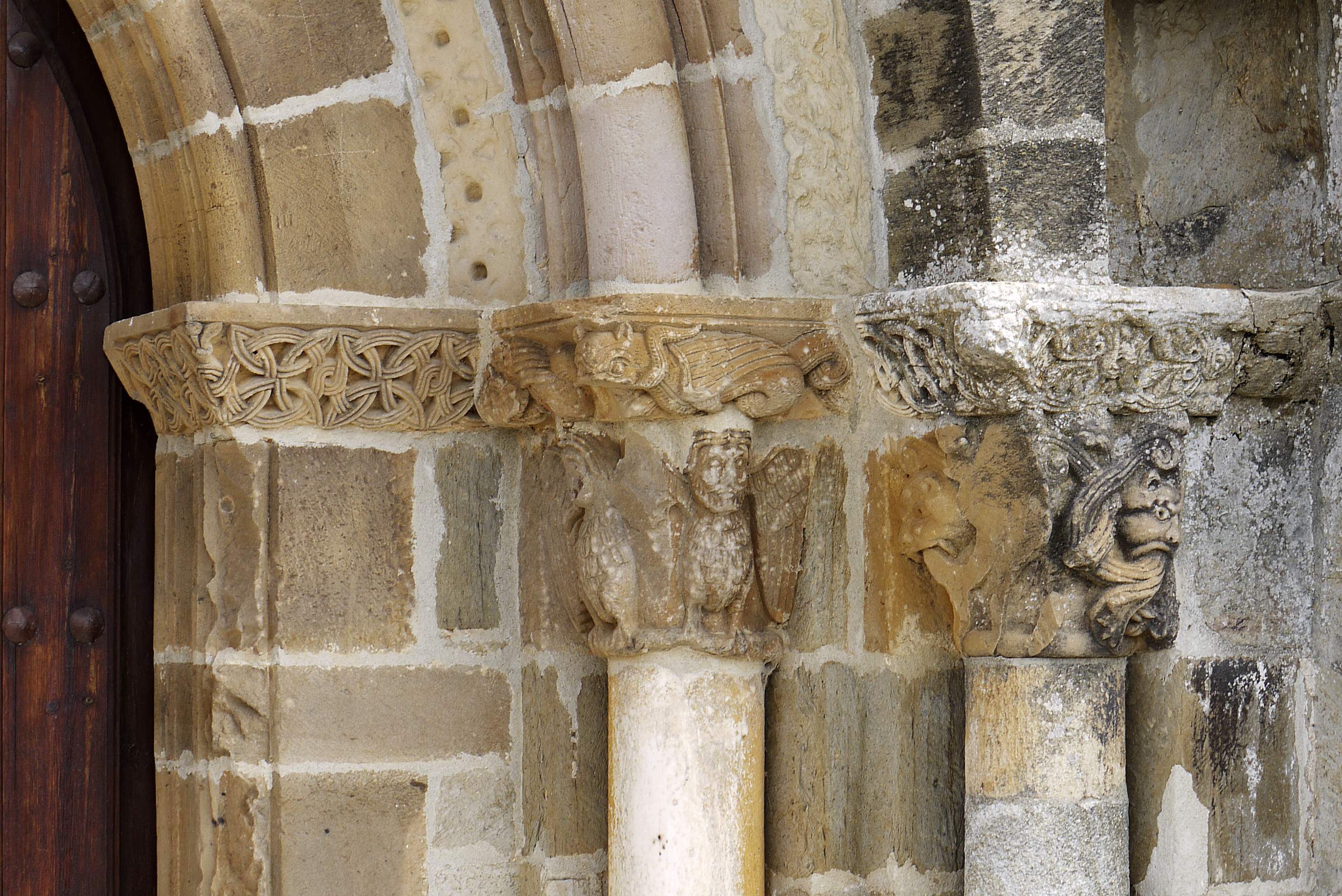
Capitel en el portal sur
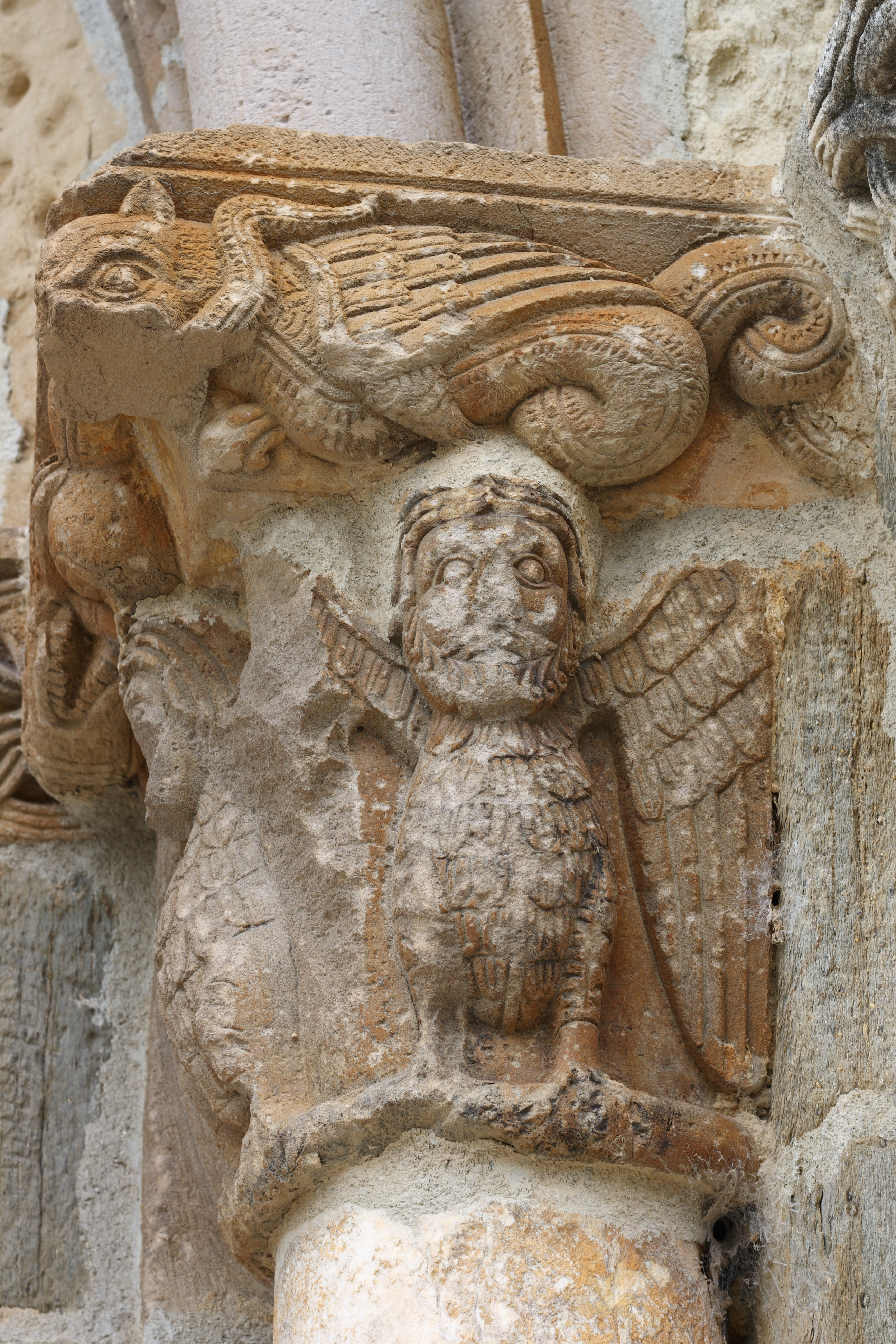
Un hombres-pájaro que decora un capitel del portal sur
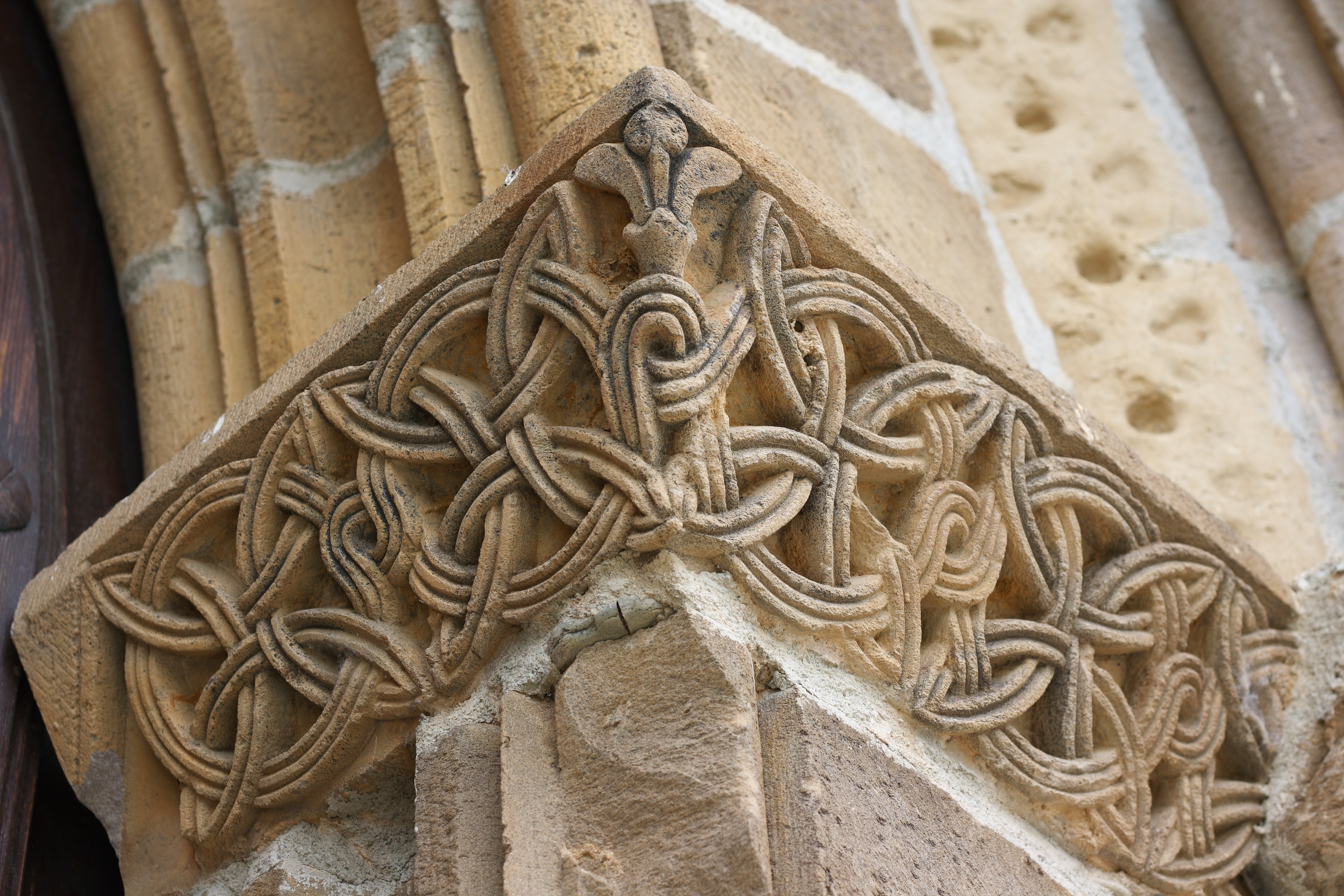
Imposta en el portal sur

### Ábside
El ábside, como es habitual en las iglesias del románico temprano de la zona de Zamora, está cerrado por dentro y por fuera, lo que se atribuye a la influencia de construcciones visigodas como la Iglesia de San Pedro de la Nave. Está bordeada a los lados por dos columnas que se funden en contrafuertes a nivel de los capiteles de las ventanas del ábside. La Adoración de los Reyes Magos está representado en el capitel de la columna norte. El capitel de la columna sur está tallado con hojas de acanto. Un capitel reutilizado de la época visigoda con decoración de hojas estilizadas se integra en el contrafuerte que se eleva sobre él.
En el ábside se abren cinco ventanas de arco, una a cada lado y tres en el muro este. De estas tres ventanas, solo la del medio está atravesada por una abertura estrecha con aspilleras, las dos ventanas exteriores están tapiadas. Todas las ventanas están rodeadas por una simple arquivolta que descansa sobre esbeltas columnas con capiteles elaboradamente tallados. En los capiteles se pueden ver leones, grifos, pájaros y follaje.

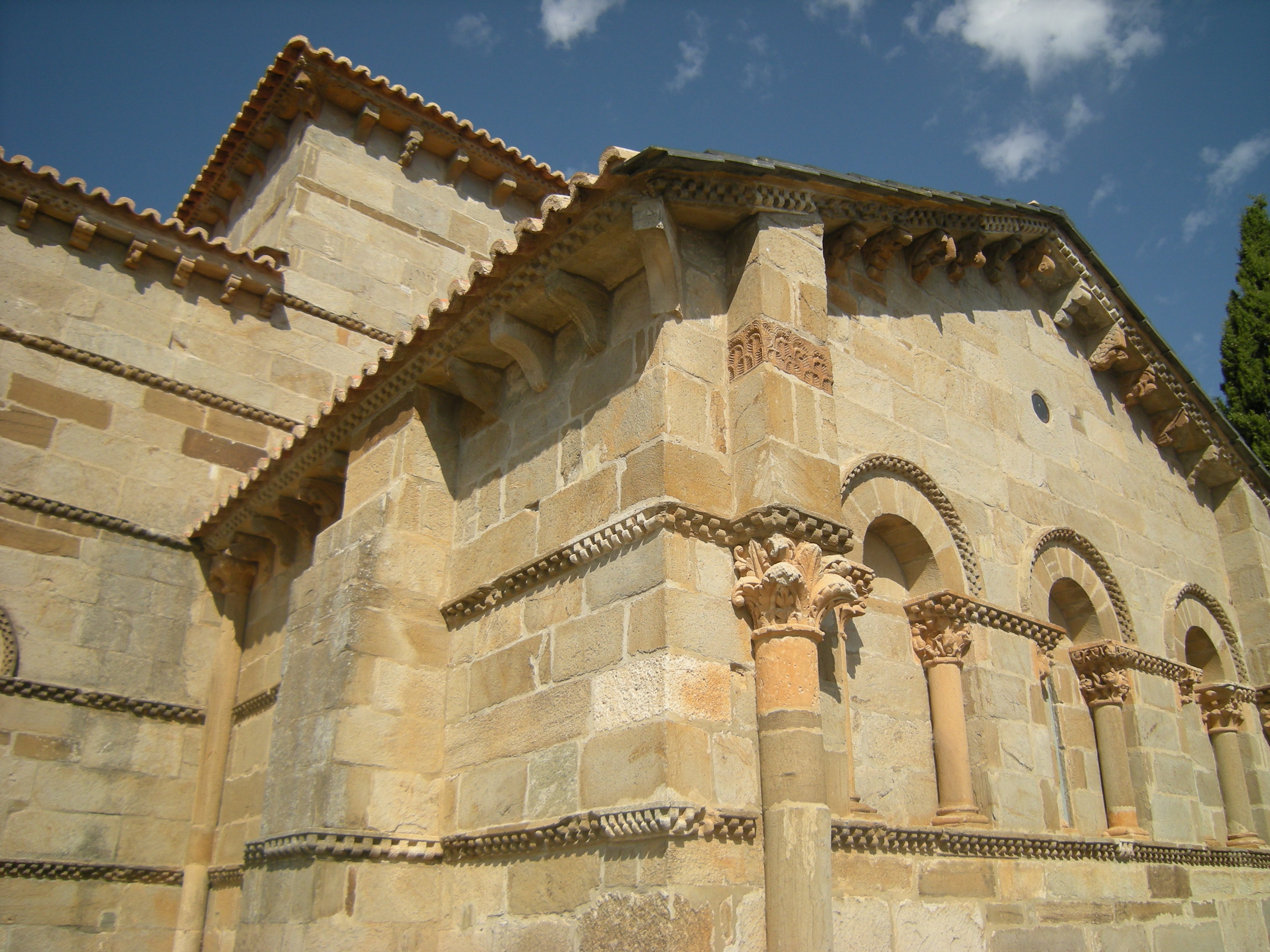
Vista del ábside
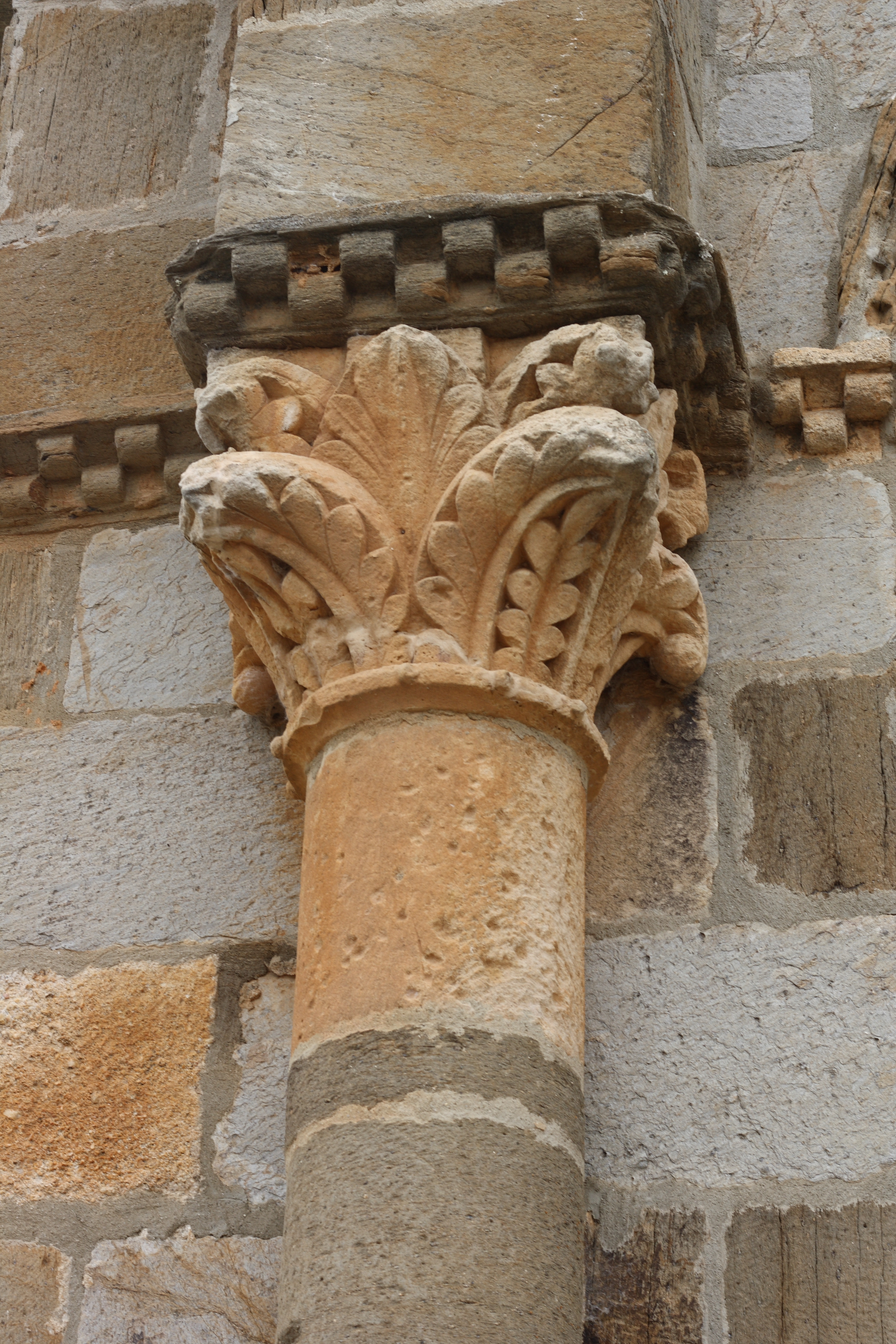
Capiteles en el ábside
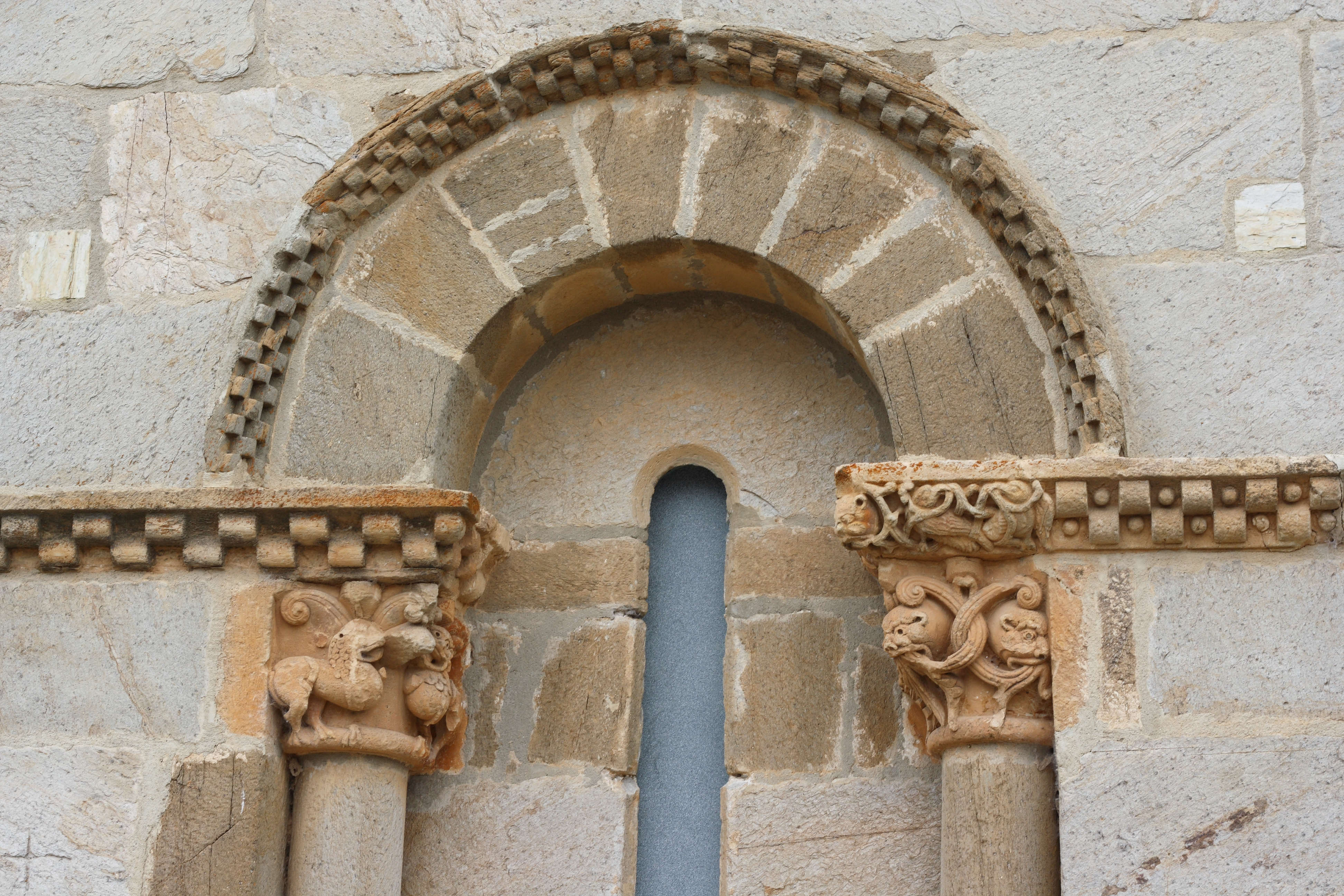
Capiteles en el ábside
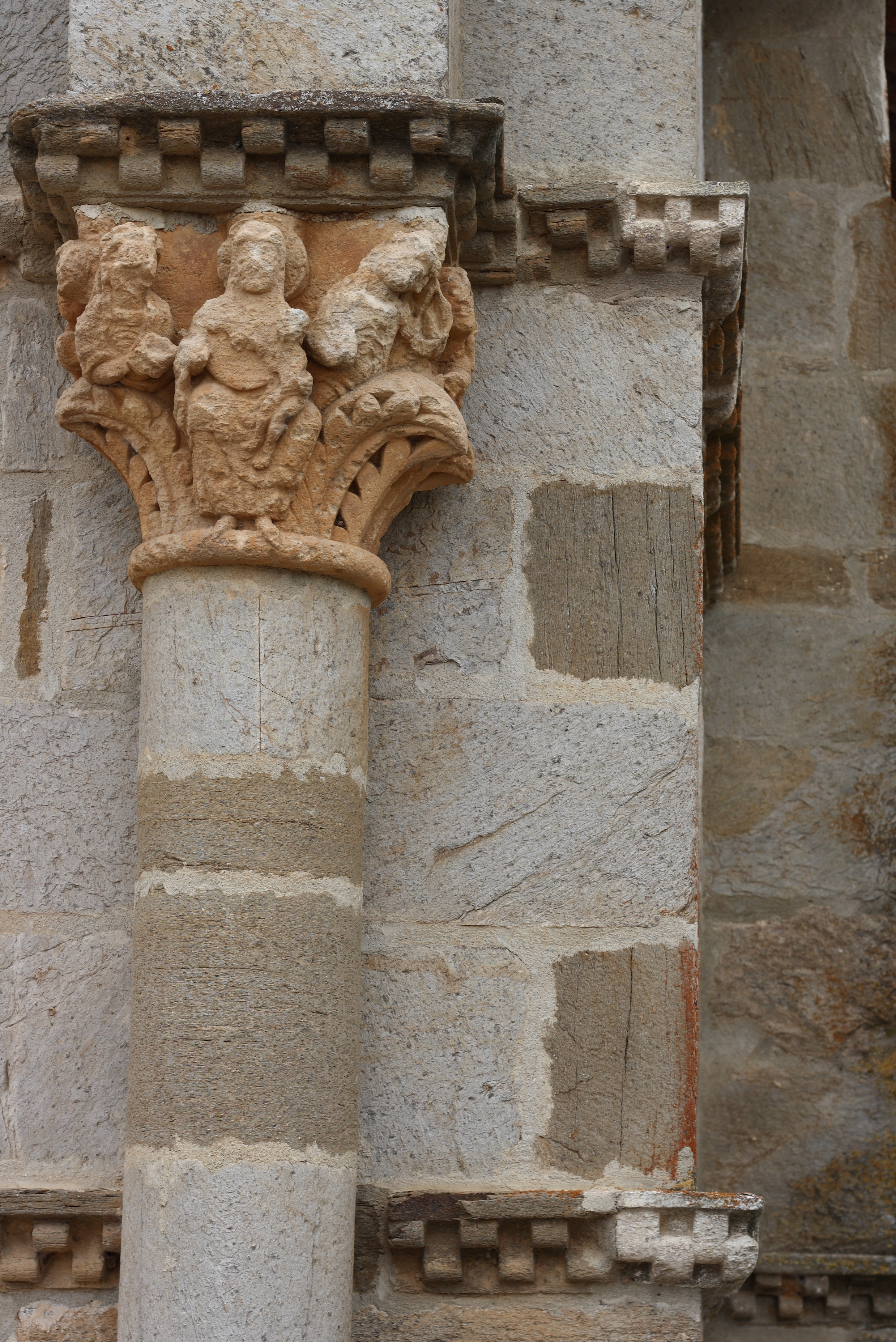
Capiteles en el ábside
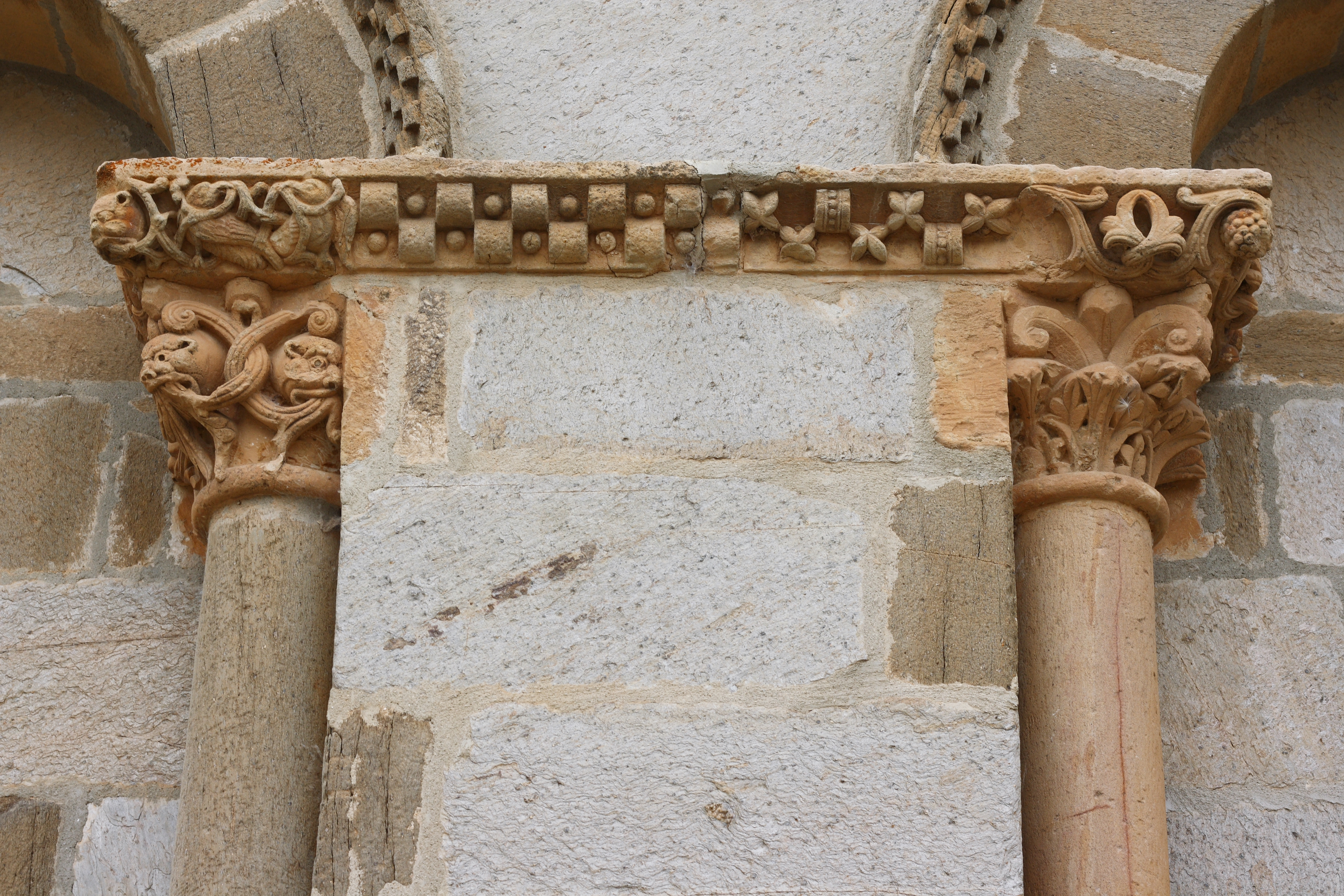
Capiteles en el ábside